# Regione di Kankan
La regione di Kankan è una delle otto regioni in cui è diviso lo Stato di Guinea. Capoluogo è la città di Kankan. Confina con gli Stati della Costa d'Avorio e del Mali e con le regioni di Faranah e Nzérékoré.
La regione è composta di 5 prefetture:
- Kankan
- Kérouané
- Kouroussa
- Mandiana
- Siguiri